# Bartłomiej Młodszy
Bartłomiej (II) Młodszy (ur. ?, zm. przed 1260) – XIII-wieczny możny pomorski, członek rodu Świętoborzyców.
Syn kasztelana szczecińskiego Warcisława Młodszego; w historiografii błędnie identyfikowany, jako świadek przy czynnościach prawnych z lat 1235-1254, dotyczących donacji na rzecz opactwa cysterskiego w Kołbaczu.
Przypuszczalnie był identyczny z rycerzem Bartłomiejem z Polic, znanym z dokumentów wystawionych w latach 1243-1259. Bartłomiej ten w 1243 roku, jako lennik księcia Barnima I nadał szczecińskim cysterkom wieś Golęcino. Pojawił się także na liście świadków przy lokacji Gardźca w 1249 roku; przy nadaniu prawa patronatu nad parafią w Pyrzycach (1250), oraz w 1252 roku, przy nadaniach donacyjnych cysterkom szczecińskim. Brak jego osoby przy lokacji Polic w 1260 roku, wskazuje, że musiał umrzeć przed tą datą roczną.